# Уолш, Дермот
Де́рмот Уо́лш (ирл. Dermot Walsh; 10 сентября 1924, Дублин — 26 июня 2002, Ройал-Танбридж-Уэллс, Юго-Восточная Англия) — ирландско-британский актёр театра, кино и телевидения.

## Биография
Дермот Колш родился 10 сентября 1924 года в Дублине (Ирландия). Отец — журналист, мать — госслужащая. После школы окончил колледж Святой Марии, а затем Университетский колледж Дублина по специальности «Право». Однако карьера юриста юношу не заинтересовала, и он стал обучаться актёрскому мастерству при Театре Аббатства, а затем три года прослужил в театре «Ворота» в должности сценического помощника.
В 1945 году Уолш впервые побывал с гастролями в Великобритании, где был замечен «охотником за талантами» из «Организации Рэнка» — так, с 1946 года, началась карьера Уолша как киноактёра. С 1949 года он стал сниматься в телефильмах, с 1956 года — в телесериалах. Фактически, карьера Уолша была окончена 1969 году, сразу после заключения второго брака и рождения второго ребёнка, однако актёр ещё появился на телеэкране в 1981 году (один эпизод сериала «Бриллианты»), в 1983 году сыграл эпизодическую роль в кинофильме «Злодейка», а десять лет спустя дал свой голос эпизодическому персонажу в мультфильме «Вор и сапожник». В этом, 1993, году умерла третья и последняя жена актёра, поэтому 69-летний Уолш ушёл на покой и больше никогда не снимался.
Дермот Уолш скончался 26 июня 2002 года в английском городе Ройал-Танбридж-Уэллс (район Танбридж-Уэллс, графство Кент).

### Личная жизнь
Дермот Уолш был женат трижды, от этих браков родилось четверо детей.

Первой женой Уолша стала известная англо-американская актриса кино и телевидения Хейзел Корт (1926—2008). Брак был заключён 10 сентября 1949 года. У пары родилась дочь, Салли (род. 1950), которая ещё будучи ребёнком снялась с матерью в фильме «Проклятие Франкенштейна» (1957), но актрисой так и не стала. 7 февраля 1963 года Хейзел и Дермот развелись.

Второй женой Уолша стала малоизвестная актриса телевидения Диана Скаугалл (1934 — ?). Брак был заключён в 1968 году, в 1969 году у пары родился сын Майкл, в 1974 году последовал развод.

Третьей женой Уолша стала женщина по имени Элизабет Скотт Аннир. Брак был заключён в том же 1974 году и продлился 19 лет до самой смерти Элизабет. У пары было двое детей: Элизабет (род. 1974; актриса театра и телевидения) и Оливия (1977).

## Избранная фильмография

### Широкий экран
- 1946 — Беделия[англ.] / Bedelia — Джим, шофёр
- 1947 — Хангри-Хилл[англ.] / Hungry Hill — «Дикий» Джонни Бродрик
- 1947 — Джесси[англ.] / Jassy — Барни Хэттон
- 1947 — Метка братоубийцы[англ.] / The Mark of Cain — Джером Торн
- 1949 — Трижды счастливчик[англ.] / Third Time Lucky — Счастливчик
- 1952 — Испуганный человек[англ.] / The Frightened Man — Джулиус Росселли
- 1952 — Корабль-призрак[англ.] / Ghost Ship — Гай Торнтон
- 1952 — Плавучий голландец[англ.] / The Floating Dutchman — Александр Джеймс
- 1953 — Голубой попугай[англ.] / The Blue Parrot — Боб Херрик
- 1959 — Бандит из Зобе[англ.] / The Bandit of Zhobe — капитан Саундерс
- 1960 — Плоть и демоны[англ.] / The Flesh and the Fiends — доктор Джеффри Митчелл
- 1960 — Вызов[англ.] / The Challenge — детектив сержант Уиллис
- 1960 — Сердце-обличитель / The Tell-Tale Heart — Карл Лумис
- 1961 — Багажник / The Trunk — Генри Мейтленд
- 1983 — Злодейка[англ.] / The Wicked Lady — лорд Марвуд
- 1993 — Вор и сапожник / The Thief and the Cobbler — разбойник (озвучивание)

### Телевидение
- 1959 — Человек-невидимка[англ.] / The Invisible Man — Джо Грин (в 1 эпизоде)
- 1961 — Опасный человек / Danger Man — Хьюго Делано (в 1 эпизоде)
- 1962—1963 — Ричард Львиное Сердце[англ.] / Richard the Lionheart — Ричард I Львиное Сердце (в 39 эпизодах)